# سامری
سامری یا السامری یکی از شخصیت‌های قرآن است که به گفته قرآن در زمان غیبت موسی در دوره سرگردانی بنی‌اسرائیل در بیابان، گوساله‌ای طلایی ساخت و بنی‌اسرائیل شروع به پرستش آن کردند. این قصه شبیه به داستانی در سفر خروج در تورات است که در آن هارون در زمان غیبت موسی گوساله‌ای از طلا ساخت.

## سامری در قرآن
در قرآن از شخصیت سامری و گمراه شدن بنی اسرائیل به دست او سه مرتبه به صورت صریح (طه: ۸۷،۸۵ و ۹۵) و چندین مرتبه به گونۀ غیر مستقیم (بقره: ۵۱-۵۴ ،۹۲-۹۳ ؛ نسا: ۱۵۳؛ اعراف: ۱۴۸-۱۵۳) سخن رفته است. بنا بر روایت قرآن (اعراف :۱۴۳، ۱۵۰، ۱۵۴) هنگامی که موسی برای دریافت لوح‌های الهی به میقات رفته بود، در نبود او قومش مورد امتحان خداوند قرار گرفت و سامری آنها را گمراه کرد (طه: ۸۵) به این کیفیت که مقدار زیادی از طلا‌ها و زیورآلات _احتمالاً به دست آمده از غنائم فرعونیان (مکارم شیرازی، ۱۳۶۲ه.ش: ۱۳، ۲۷۰) توسط_ بنی اسرائیل را که هم ایشان و هم خود او حامل آنها بودند، به درون آتش انداخت و از حاصل آن زینت‌های گداخته جسد گوساله ای را پدید آورد که ضمن زرین بودن از صدایی شبیه بانگ گاو نیز بهره داشت؛ آنگاه به بنی اسرائیل گفت این خدای شما و خدای موسی است (طه: ۸۷ و ۸۸؛ اعراف: ۱۴۸).
آغاز این گوساله پرستی در حالی است که هارون، برادر موسی، که در غیاب وی وظیفۀ هدایت و ولایتش بر مردم را کاملاً به جا آورد، به قوم موسی یادآوری کرد که خدای شما پروردگار جهانیان است و نه این گوساله؛ اما بنی اسرائیل از پذیرش حرف وی سرپیچیدند  و بر کفر خود تا بازگشت موسی پا فشردند ( طه: ۹۰ و ۹۱) در همین حال به موسی وحی می‌شود که قومت را مورد آزمون قرار دادیم و سامری آنها را گمراه کرد؛ موسی با اسف و خشم بسیار در میان قوم خود حاضر شده، ضمن عتابی سخت، نعمت‌ها و منت هایی که خداوند بر ایشان ارزانی داشته را یادآور می‌شود. در مقابل بنی اسرائیل انحرافشان را به سامری حواله می‌دهند. موسی علت این گمراه سازی را از سامری جویا می شود، پاسخ سامری آن است که من از چیزی آگاهی یافتم که دیگران از آن آگاه نبودند، مقداری از «اثر رسول» را برداشتم و با آن زیورها آمیختم و چنین گوساله ای را پدید آوردم و نفس من این چنین کاری را در نظرم آراست (طه: ۹۵ و ۹۶).
موسی پس از هدایت دوبارۀ قومشْ موکداً خدای یگانه را یادآور شده، سامری را به عذابی سخت در دنیا و آخرت وعده می‌دهد و نهایتاً گوساله وی را می سوزاند و خاکسترش را به آب دریا می ریزد (طه: ۹۸؛ نیز نک طبری، ۱۳۲۸ه.ق: ۱۶، ۲۰۸؛ عیاشی، ۱۳۸۱ه.ق: ۵۱،۱؛ حدادی، ۱۳۹۰ه.ش: ۲۴۰) .
پس از این رخداد بنی اسرائیل به درگاه خداوند توبه می کنند (اعراف: ۱۴۹) و خداوند نیز توبه شان را می پذیرد (بقره: ۵۴ ؛ اعراف: ۱۵۳؛ نسا: ۱۵۳).

## سامری در تورات
ماجرای سامری در عهد عتیق (سفر خروج، باب: ۳۲) نیز آمده است. ساختمان کلی روایت عهد عتیق تا حدود زیادی با قرآن مطابقت دارد اما تنها تفاوت برجستۀ آن این است که در عهد عتیق به جای نام سامری _به عنوان شخصی که تبلیغ به گوساله پرستی کرد_ نام هارون مذکور است، که در غیاب موسی بنا به خواست مردم بنی اسرائیل گوسالۀ زرینی ساخت و در برابر ایشان عید گرفت، مذبحی فراهم کرد و دستور داد برای آن قربانی کنند (سفر خروج، ۳۲: ۲- ۶)

## تفسیر ماجرای سامری

### الف) اثر رسول
دربارۀ معنی عبارت «اثر رسول» در آیه۹۶سورۀ طه، منابعی چون طبری و چند تفسیر پس از آن نوشته‌اند وقتی که جبرئیل سوار بر اسب حیات در حال حرکت بود، سامری او را شناخت، از زیر سم اسب او مشتی خاک برداشت و متوجه شد که این خاک به هر چیزی که ریخته شود آن را زنده و جاندار می‌کند (طبری: ۱۳۲۸ه.ق:۱، ۲۸۱؛ قمی، ۱۴۰۴ه.ق: ۶۲،۲؛ ثعلبی،۱۴۱۰ه.ق: ۶، ۲۵۶؛این منابع متفقاً متضمن آن اند که این برخورد سامری با جبرئیل در هنگام گذشتن بنی اسرائیل از دریا و نجات از دست فرعون اتفاق افتاده، حال آنکه فخر رازی روایتی از علی نقل می‌کند که بنابر آن سامری وقتی جبرئیل را دید که فرشته وحی موسی را به طور می برد (فخر رازی،۱۴۰۱ه.ق:۲۲، ۱۱۰)) این در حالی است که حدسهایی هم مبنی بر این که «اثر رسول» می‌تواند جای پای خود جبرئیل باشد زده شده است.
به هر روی اگر بپذیریم که چه مستقیماً خاک زیر پای خود جبرئیل و چه خاک زیر پای اسب او مورد استفادۀ سامری قرار گرفته باشد نتیجۀ یکسان این خواهد بود که این اثرْ روح بخش بوده است و موجب شده که آن گاو به صدا در آید [و یا جان بگیرد].

### ب)  «جسد» گاو صدادار
دربارۀ کیفیت صدای این گاو هم اقوال گوناگون است. برخی گفته‌اند اصلاً این گاو موجودی جاندار نبوده است (با تکیه بر لفظ «جسد» که هرگز در معنای موجود زنده به کار نرفته؛ نک طباطبایی، ۱۳۸۳ه.ش: ۱۴، ۲۶۸و۲۷۳) بلکه به وسیلۀ لوله‌هایی که سامری در آن تعبیه کرده بود امکان ایجاد صدایی شبیه بانگ گاو در آن به وجود آمده بود (خزائلی، ۱۳۴۱ه.ش: ۳۳۸).
گروهی دیگر با نظر به ترجمۀ پاره پاره کردن گاو (خواندمیر، ۱۳۳۳ه.ش: ۱، ۱۱۳ و ۱۱۴) در آیات پایانی داستان پنداشته اند که گاوِ منظور، حیوانی دارای گوشت و خون بوده است (همان: ۳۹۲) زیرا که سوزاندن طلا چندان معنایی ندارد (کاشانی: ۱۳۴۱ه.ش: ۶، ۲۲) و صدای آن را بانک گاو زنده انگاشته‌اند.
در مجموع با نگاهی به پیشینۀ آیین [بتِ] گاو پرستی در میان مصریان وقت و همچنین تعلیل‌های تفاسیر احتمال آنکه بنی اسرائیلیان ( که تعدادشان را هشت هزار (ثعلبی،۱۴۱۰ه.ق: ۱، ۱۹۴)، دوازده هزار (طبری ۱۳۶۷ه.ش: ۳۸۸،۲) و پانزده هزار نفر (همان جا) نوشته‌اند) به پرستش بتِ گوساله ای پرداخته باشند بیشتر است (مکارم شیرازی، ۱۳۶۲ه.ش: ۱۳، ۲۸۸ ؛ قرشی، ۱۳۵۳ه.ش: ۳، ۳۲۲).

### ج) واکنش موسی
موسی پس از بازگشت از طور و مشاهدۀ وضعیت به وجود آمده توسط سامری ابتدا قصد داشت او را بکشد اما به فرمان خداوند از قتل وی چشم پوشید (امام صادق علت به قتل نرساندن سامری را سخاوت وی دانسته‌اند (کلینی، ۱۴۳۴ه.ق: ۴ ،۴۱ ؛ ثعلبی، ۱۴۱۰ه.ق: ۶، ۲۵۶؛ اسفراینی، ۱۳۷۵ه.ق: ۳ ،۱۳۹۲)
پس از آنکه موسی علت این گمراه سازی را از سامری پرسید و از وی سوال کرد: [ای سامری] چه چیز تو را به این عمل واداشت؟ (طه: ۹۵؛ دربارۀ ترجمۀ فوق رک طباطبایی، ۱۳۸۳ه.ش: ۱۴، ۲۷۲) صراحتاً پاسخ پیروی از نفس (صدر حاج سید جوادی،۱۳۸۱ه.ش: ۹، ۳۶) را عرضه داشت؛ لذا جرمش محرز شد و موسی اقدام به مجازاتش کرد. وی را از میان اجتماع مردمان طرد کرد آن هم مشروط به شرایط زیر: هیچ کس حق برقراری ارتباط، لمس، خرید و فروش، مکالمه، هم نشینی و ... را با سامری و برعکس نخواهد داشت؛ این همه در حالی است که روایات دیگری نیز در بیان نوع این واکنش نوشته شده است. مثلا: برخی گفته‌اند به دنبال نفرین موسی سامری به مرض عِقام دچار شد و به این واسطه به احدی نزدیک نمی‌شد (کاشانی، ۱۳۴۱ه.ق: ۶ ،۲۲) بعضی دیگر گفته‌اند که دچار جذام یا وسواس مفرط شد، به گونه‌ای که دائماً از مردم می‌گریخت و فریاد لامِساسَ! لامِساسَ! (دستم مزنید! دستم مزنید!) سر می‌داد (آلوسی، ۱۴۱۵ه.ق: ۱۶، ۲۵۶؛ خزائلی ۱۳۴۱ه.ش، ۳۴۲).

## سامری در ادب فارسی
مسلماً نظر به تأثر عمیق ادبیات فارسی از قرآن، بازتاب یکی از داستان‌های مهم این کتاب در این عرصه امری بدیهی است.
در ادبیات فارسی نماد سامری عموماً دالّ بر مضامینی چون: جادوگری و ساحری (با بیشترین بسامد)، فریبایی، طرد شدگی، شکست خوردگی برابر قهر و مکر خداوند و ... است. در ادامه چند نمونه از این مصادیق را ذکر می‌کنیم :
چوب موسی گرفتار بنمود سحر ساحری                                       سامری کرد آخر اندر امت او سامری
( رودکی، به نقل از دهخدا)
به هارون ما داد موسی مر آن                                                    را نبرد دست دستی بهدان سامری را
( ناصرخسرو، ۱۳۵۷: ۱۴۳)
اژدها کردار تا شمشیر تو آشفته گشت                                        سامری کردار بدخواه تو از دنیا رمید
(معزی، ۱۳۱۸ :۱۴۳)
کاسد و فاسد شد آن سحر حرام سامری                                     هست گفتار سنایی عشق را سحر حلال
(سنایی،  ۱۳۸۸: ۳۴۸)
آنکه پیش کلک و نطقش آن دو سحر آنگه حلال                           صد چو من هستند چون گوساله پیش سامری
(انوری،۱۳۳۷: ۴۷۰ )
پیش تخت خسرو موسی کف  هارون زبان                                  این منم چون سامری سحر ازمیان انگیخته
(خاقانی،۱۳۳۸ : ۳۹۸)
با گاو زری که سامری ساخت                                                 گوساله شمار زرگران را
(همان ، ۳۵)
از روزگار ترس نه از رند روزگار                                                  از سامری هراس نه از گاو سامری
(همان ، ۹۲۵)
چنان در سحرکاری دست دارد                                                   که سحر سامری بازی شمارد
(نظامی، به نقل از دهخدا)
هر که در دنیا کند یاوه گری                                                    بی شکی باشد چو قوم سامری
(عطار،۱۳۸۶:     )
خویش و بیگانه شده از ما رمان                                               بر مثال سامری از مردمان
(مولوی، ۱۹۲۵: ۱۳۸)
سامرییی خود که باشد ای سگان                                         که خدایی بر تراشد در جهان
(مولوی،۱۹۲۵: ۳۵۹)
پیش گاوی سجده کردی از خری                                         گشت عقلت صید سحر سامری
(مثنوی، همان)
قامتی داری که سحری می کند                                         کاندر آن عاجز بماند سامری
(سعدی،۱۳۸۵: ۸۷)
بهار روی تو بازار مشتری بشکست                                  فریب چشم تو ناموس سامری بشکست
(خواجو،۱۳۶۹: ۲۰۹)
بانگ گاوی چه صدا باز دهد عشوه مخر                             سامری کیست که که دست از ید بیضا ببرد
(حافظ،۱۳۶۲: ۲۶۴)